# Golden Gate-broen
Golden Gate-broen (på engelsk Golden Gate Bridge) er en hængebro, der spænder over Golden Gate-udmundingen af San Francisco-bugten i Stillehavet. Den forbinder San Francisco på den nordlige spids af San Francisco-halvøen med Marin County, som en del af U.S. Highway 101 og California State Highway 1.
Golden Gate-broen var med sit største spænd på 1.280 meters længde den længste hængebro i verden, da den blev indviet 27. maj 1937 og indtil 1964, og den er senere blevet et internationalt anerkendt symbol på San Francisco og USA. Inklusiv tilkørselsramperne er broen 2.727 m lang, med en bredde på 25 m. Broens pyloner er 220 m høje. Den har seks bilspor og kan også benyttes af fodgængere og cyklister.
I dag er broen den næstlængste hængebro i USA efter Verrazano-Narrows-broen i New York City.
Ved broen finder man Golden Gate-parken,  som er San Franciscos største park. Med sine 4,1 kvadratkilometer er den større end Central Park i New York. Parken blev planlagt i 1860'erne på et område, man betragede som uegnet for bebyggelse. 

## Åbningen
Dagen før man åbnede broen for biltrafik, krydsede omkring 200.000 mennesker den, enten til fods eller på rulleskøjter - en mand gik frem og tilbage på stylter. Den officielle åbning af biltrafik over broen fandt sted ved, at præsident Roosevelt som signal trykkede på en knap i Washington, D.C. En hel uges festligheder fulgte, kaldet "the Fiesta". Joseph Strauss,  der havde været projektets ledende ingeniør, læste sit digt At last, the mighty task is done  for de fremmødte. Et formidabelt fyrværkeri afsluttede aftenen.  En statue af Strauss blev i 1955 flyttet til et sted nær ved broen. 
I maj 1987, da broen fyldte 50 år, lukkede myndighederne igen for biltrafik og lod fodgængere krydse broen. Fejringen tiltrak mellem 750.000 og en million deltagere, og en utilstrækkelig kontrol medførte, at omkring 300.000 mennesker samledes på broen samtidig, så det buede midtparti blev trykket fladt af den enorme vægt.  Selv om Golden Gate-broen er konstrueret for at tåle belastninger, skabte det nok bekymring til, at man ikke turde gentage den type fejring i 2012, da broen fyldte 75 år. Hertil kom, at amerikanske myndigheder efter terrorangrebene 11. september 2001 stillede helt andre krav til sikkerhed. 

## "Selvmordsbroen"
Golden Gate-broen har tilnavnet "Selvmordsbroen" og regnes som Vestens "hotspot" nr 1 når det gælder selvmord ved udspring. Siden åbningen i 1937 var frem til 2014 mere end 1.400 mennesker sprunget i døden derfra. Det svarer til en springer hver 20. dag, og i 2013 satte broen en kedelig rekord med 46 selvmord. De planlagte sikkerhedsbarrierer, der formodes at få en slut på udspringene, kommer til at koste $ 76 millioner,  samt $ 78.000 i årligt vedligehold. En analyse har beregnet prisen for hver reddet liv (i et 20-årsperspektiv) til $ 180.419. 
Personer, der springer fra den nærliggende Bay Bridge, opnår sjældent eller aldrig omtale i de lokale aviser, hvorimod selvmord fra Golden Gate-broen giver forsideopslag. I 1973 var der direkte konkurrence om at blive selvmorder nr 500, og i 1995 fik konkurrencen om at blive selvmorder nr 1.000 så megen opmærksomhed, at Californias highway patrol afbrød sit officielle regnskab ved nr 997 for at standse udviklingen. 

## Eksterne kilder
- Wikimedia Commons har flere filer relateret til Golden Gate-broen
- Officielt websted Arkiveret 10. august 2012 hos  Wayback Machine
- Structurae: Golden Gate Bridge

37°49′11″N 122°28′43″V / 37.81972°N 122.47861°V